# Cymbidium atropurpureum
Cymbidium atropurpureum är en orkidéart som först beskrevs av John Lindley, och fick sitt nu gällande namn av Robert Allen Rolfe. Cymbidium atropurpureum ingår i släktet Cymbidium, och familjen orkidéer. Inga underarter finns listade i Catalogue of Life.